# Jâlons
Jâlons ist eine französische Gemeinde mit 550 Einwohnern (Stand 1. Januar 2022) im Département Marne in der Region Grand Est (bis 2015: Champagne-Ardenne); sie gehört zum Arrondissement Châlons-en-Champagne und zum Gemeindeverband Châlons-en-Champagne. Die Bewohner werden Jâlonais genannt.

## Geografie
Die Gemeinde Jâlons liegt an der Mündung der Somme-Soude in die Marne, 15 Kilometer nordwestlich von Châlons-en-Champagne, 19 Kilometer östlich von Épernay und etwa 30 Kilometer südöstlich von Reims. Das Gelände in der 10,35 km² umfassenden Gemeinde ist flach und an einigen Stellen sumpfig (les Marais), dazu bis auf Auwaldreste recht waldarm. In der Nähe der Marne gibt es einige Baggerseen, die aus gefluteten Kiesgruben entstanden. Während nur wenige Kilometer nordwestlich von Jâlons Grundweine für den Champagner im Vallée de la Marne genannten Teilbereich des Weinbaugebietes Champagne produziert werden, liegt die Gemeinde Jâlons in der Champagne sèche, der „trockenen Champagne“ ohne Weinanbau.
Nachbargemeinden von Jâlons sind Condé-sur-Marne im Norden, Aigny im Nordosten, Aulnay-sur-Marne im Osten, Champigneul-Champagne im Süden sowie Cherville und Athis im Westen.

## Ortsname
Im Jahr 865 tauchte der Ort erstmals in einer Urkunde als Villa Gelonis auf. Der Name Jalons ist ab 1215 überliefert. Ab dem 16. Jahrhundert wurde das Dorf Jaalons geschrieben; seit 1801 gilt das bis heute gebräuchliche Jâlons.

## Bevölkerungsentwicklung
| Jahr                       | 1962 | 1968 | 1975 | 1982 | 1990 | 1999 | 2010 | 2021 |
| -------------------------- | ---- | ---- | ---- | ---- | ---- | ---- | ---- | ---- |
| Einwohner                  | 478  | 530  | 507  | 506  | 449  | 552  | 576  | 550  |
| Quellen: Cassini und INSEE |      |      |      |      |      |      |      |      |

Im Jahr 1851 wurde mit 598 Bewohnern die bisher höchste Einwohnerzahl ermittelt. Die Zahlen basieren auf den Daten von cassini.ehess und INSEE.

## Sehenswürdigkeiten
- Kirche Saint-Ephrem mit Ursprüngen aus dem 11. Jahrhundert, als Monument historique ausgewiesen[4]
- Gefallenendenkmal aus dem Jahr 1937
- Ehemalige Getreidemühle an der Somme-Soude[5]

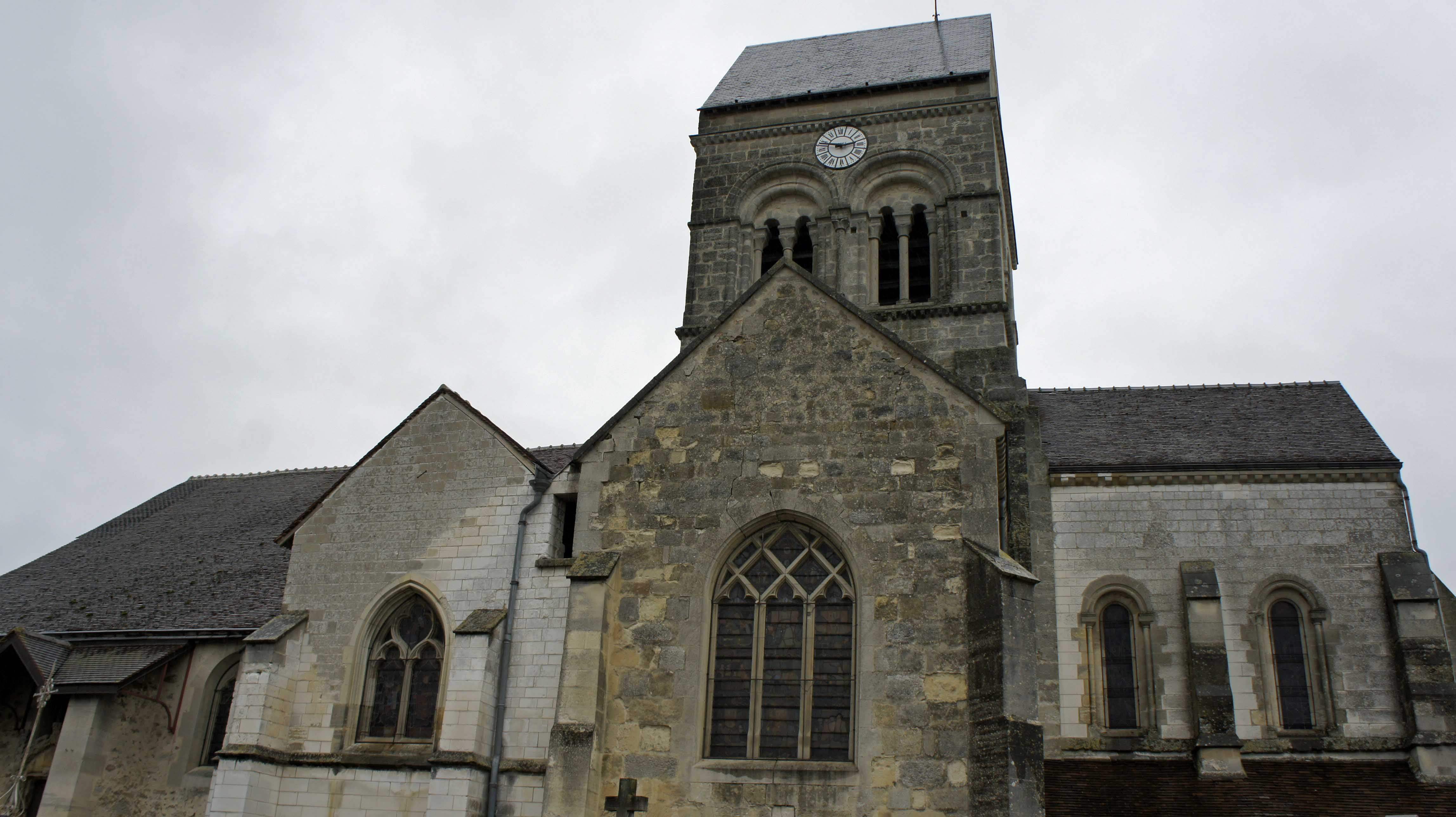
Kirche Saint-Ephrem
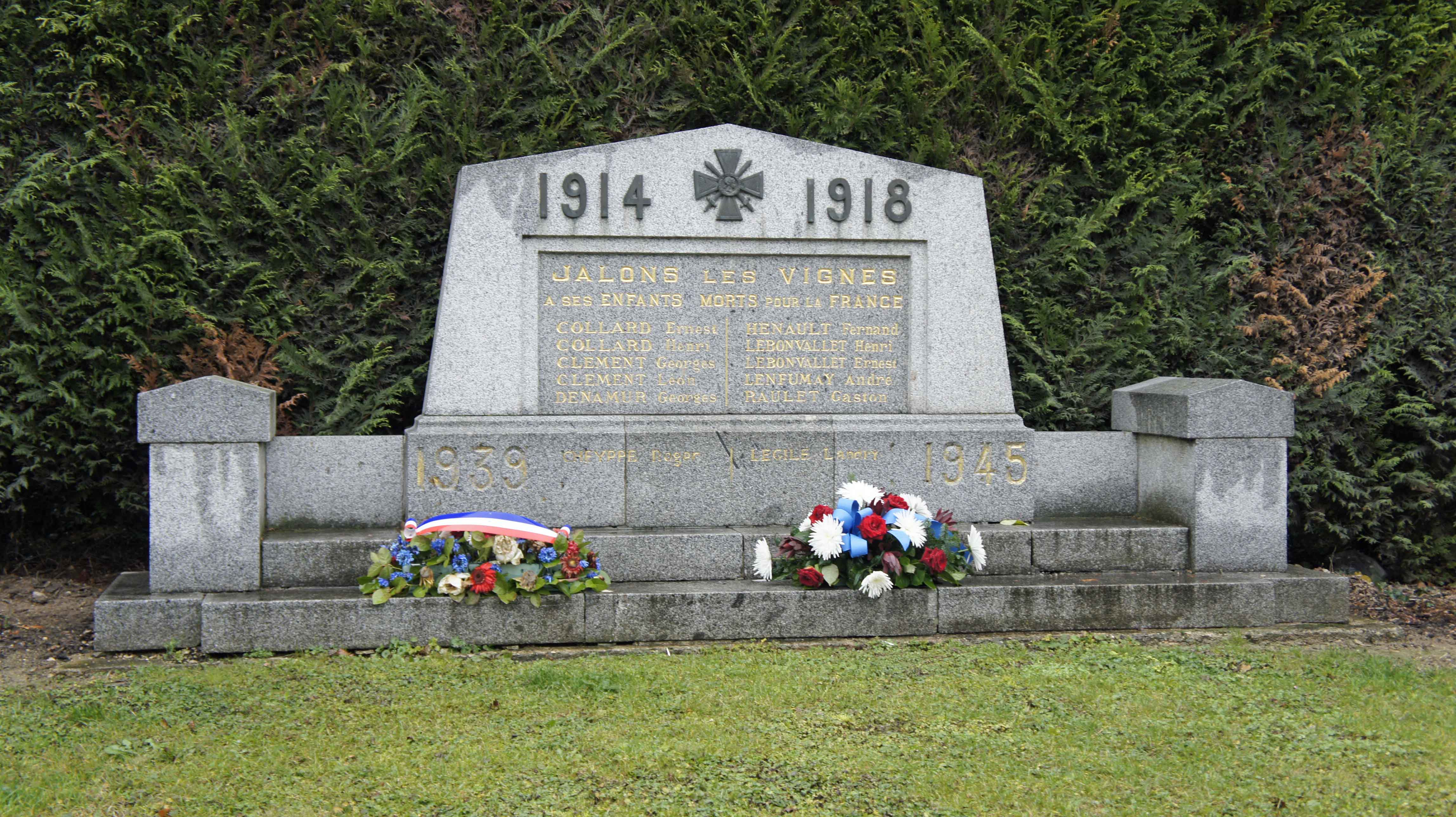
Gefallenendenkmal

## Wirtschaft und Infrastruktur
Die zentrale Grundschule in Jâlons ist auch für vier weitere Dörfer der Umgebung zuständig. in der Gemeinde gibt es eine Arztpraxis, eine Krankenpflegestation und eine Apotheke, darüber hinaus drei Einkaufsmöglichkeiten und mehrere Handwerker. Für Feiern steht ein Festsaal zur Verfügung.
In Jâlons sind 15 landwirtschaftliche Betriebe (hauptsächlich Getreideanbau) ansässig.
Durch die Gemeinde Jâlons verläuft die ehemalige Route nationale 3 (heute D3). Der kleine Bahnhof Jâlons liegt an der Bahnstrecke Paris–Strasbourg.
Der nächste Autobahnanschluss liegt neun Kilometer südöstlich nahe Châlons-en-Champagne an der Autoroute A26. Weitere Straßenverbindungen bestehen nach Condé-sur-Marne und Champigneul-Champagne.

## Belege
1. ↑  Auguste Longnon: Dictionnaire topographique de département de la Marne.
2. ↑  Jâlons auf cassini.ehess
3. ↑  Jâlons auf INSEE
4. ↑  Eintrag Nr. PA00078725 in der Base Mérimée des französischen Kulturministeriums (französisch)
5. ↑  Eintrag Nr. IA51000153 in der Base Mérimée des französischen Kulturministeriums (französisch)
6. ↑  Jâlons auf paysdechalonsenchampagne.com (französisch).
7. ↑  Landwirtschaftsbetriebe auf annuaire-mairie.fr (französisch).